# Muskelaufbau
Muskelaufbau bezeichnet eine Vergrößerung der Muskulatur, die durch Belastungen bei zielgerichtetem Training wie z. B. beim Bodybuilding, oder durch andersartige erhöhte physische Widerstände (Sport, Arbeit etc.) ausgelöst wird. Bei der Anpassung des Muskels durch Muskelaufbau kann zwischen Muskelhypertrophie, der Verdickung vorhandener Muskelfasern, und Muskelhyperplasie, der Neubildung von Muskelfasern, unterschieden werden, wobei Letztere beim Menschen in ihrer Existenz umstritten ist.

## Muskelhypertrophie

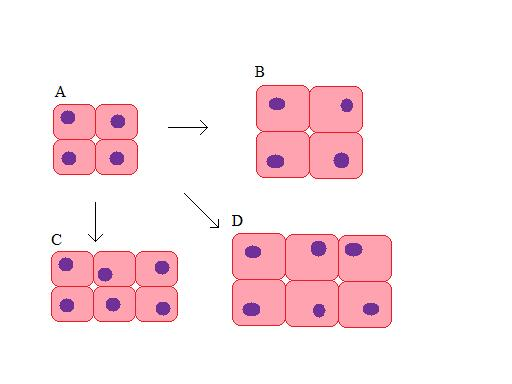
Zellen gewöhnlicher Größe (A), bei Hypertrophie (B), Hyperplasie (C) und bei einer Mischung aus beiden (D).

Muskelhypertrophie beschreibt die Vergrößerung des Muskulaturquerschnittes, hervorgerufen durch Dickenwachstum der Muskelfaser, nicht jedoch die Zunahme der Anzahl von Muskelzellen (Synzitien). Muskelhypertrophie in diesem Sinne findet statt, wenn die Muskulatur über ihr gewohntes Leistungsniveau hinaus beansprucht wird, was einen sogenannten Wachstumsreiz auslöst, welcher wiederum vermehrte Proteineinlagerung bewirkt (siehe dazu Anabolismus).
Muskelfasern sind die Bestandteile eines Muskels. Eine Muskelfaser ist eine Muskelzelle. Muskelzellen sind polyenergide Zellen, d. h., sie besitzen mehrere Zellkerne. Jeder Zellkern besitzt einen bestimmten „Einflussbereich“, den er durch seine Genexpression steuert. Dieser „Einflussbereich“ nennt sich myonukleare Domäne (engl. myonuclear domain, MND). Die Größe einer MND besitzt ein Maximum, das sich aus dem Verhältnis von Sarkoplasma und Zellkern ergibt, welches in einer Muskelzelle durch die Anforderungen eines optimalen Stoffwechsels bestimmt wird. Die MND kann sich durch Krafttraining vergrößern, indem durch einen Anabolismus Proteine eingelagert werden. Dies geschieht, indem mechanischer Stress in die Muskelzelle übertragen wird (Mechanotransduktion). Dabei werden Focal-Adhesion-Kinasen (FAK) aktiviert, die in der Folge eine Reaktionskette in Gang setzen, welche die Synthese von Muskelprotein (beispielsweise kontraktile Proteine wie Aktin und Myosin, zytoskeletale Proteine und Enzyme des Citratzyklus) anregen.
Dabei gibt es zwei bedeutende Stoffwechselwege: den mechanischen (über MAPKp3) und einen rein metabolischen (über MAPKerk1/2). Der Letztere wird durch metabolische Reize wie ein Sauerstoffdefizit und hypoxische Nebenprodukte wie Laktat und Sauerstoffradikale und durch die Änderung des pH-Wertes aktiviert. Es wird angenommen, dass der metabolische Wirkungsmechanismus einen deutlich geringeren Wachstumsreiz verursacht als der mechanische Stoffwechselweg. Er führt eher zu einer Anpassung der oxidativen Kapazität. Der mechanische Stoffwechselweg wird durch Mikrotraumata aktiviert und hat eine größere Bedeutung bezüglich Hypertrophie, da er neben einer Steigerung der Proteinbiosyntheserate, zu einer Fusionierung von Satellitenzellen mit der Muskelzelle führt, wodurch die Gesamtmenge an DNA in der Zelle zunimmt und somit das Hypertrophiepotential steigt.
Mikrotraumata sind kleinste Verletzungen der Zelle, ausgelöst durch überschwellige, mechanische Belastung und, allerdings zu einem deutlich geringeren Anteil, oxidativen Stress. Sie führen zu einer Produktion von muskelspezifischen IGF-1Ec (insulin-like growth factor, auch mechano growth factor [MGF] genannt), das nach außen dringt (parakrine Sekretion) und eine sogenannte Satellitenzellenkaskade in Gang setzt. Satellitenzellen (Myoblasten) sind eine Art Stammzellen, die noch weitestgehend undifferenziert sind und sich in der Nähe von Muskelfasern befinden. Diese werden durch den genannten Stoffwechselprozess aktiviert, differenzieren sich und bewegen sich zum Ort der Verletzung der Zellmembran (Chemotaxis), fusionieren dort mit der Muskelzelle und steuern dabei ihren Kern als weiteren Zellkern der Muskelzelle bei. So steigt die Gesamtmenge der DNA in der Muskelzelle und damit – aufgrund neuer MNDs – das Hypertrophiepotential. Mikrotraumata sind demnach essentiell für ein langfristig wirksames Training. Für den Muskelaufbau problematisch gestaltet sich, dass infolge der Synthese von Muskelprotein auch zytoskeletale Proteine (Stützproteine) synthetisiert werden, die die Zelle vor mechanischer Überlastung schützen soll. Aus diesem Grund muss das Training progressiv gestaltet werden.
Die genauen, äußerst komplexen Hypertrophiemechanismen sind noch nicht zur Gänze geklärt, aber dank neuer Technologien wie der Magnetresonanztomographie, mit der dreidimensionale Bilder einzelner Muskeln aufgenommen werden können, und der Dual-Röntgen-Absorptiometrie konnte die Hypertrophie in den letzten Jahren genauer erforscht werden. Die meisten bekannten, teilweise weiterhin populären Theorien, wie die Hypothese der gesteigerten Blutzirkulation, die Muskelhypoxie-Hypothese und die ATP-Mangel-Hypothese (das ATP-Niveau in der Zelle bleibt konstant), wurden widerlegt. Lediglich die Energietheorie und die Reiz-Spannungs-Theorie verbleiben theoretisch, die jedoch beide durch die neuen Erkenntnisse als Erklärungsmuster ad absurdum geführt wurden.
Muskelhypertrophie kann durch äußerliche Einwirkung wie gezieltes Training beim Bodybuilding, Kraftsport oder Krafttraining, erreicht werden. Ein kaltes Tauchbad nach intensivem Muskel- oder Ausdauertraining kann die Erholungsphase verkürzen, aber die Hypertrophie reduzieren. Letzteres gilt nicht für kalte Duschen und auch nicht für Tauchbäder, wenn seit dem Training bereits 4 Stunden vergangen sind.  
Daneben kann das durch Training ausgelöste Muskelwachstum durch eine geeignete Ernährung, z. B. durch eiweißreiche Kost unterstützt werden. Darüber hinaus kann der Muskelaufbau durch exogene Faktoren künstlich stimuliert werden, z. B. durch die Einnahme von anabolen Hormonen (Wachstumshormone oder anabole Steroide). Diese Mittel nutzt man normalerweise für medizinische Therapien oder aber auch zum Doping. Insbesondere ihr regelmäßiger Einsatz zum Zweck des Muskelaufbaus birgt große gesundheitliche Risiken.
Durch Anabolika, Training und Protein nimmt die Anzahl der Muskelzellkerne deutlich zu (im Tierversuch um 66 %, Muskelquerschnitt um 77 %), nach 3 Wochen ohne Anabolika hatte sich der Muskelquerschnitt wieder auf die Ausgangslage zurückentwickelt. Die Anzahl der Muskelkerne war jedoch nach 3 Monaten (=10 % der Lebenserwartung von Mäusen) noch immer so groß, dass 6-Tage Muskeltraining bei den zuvor behandelten Mäusen zu 31 % Muskelquerschnittsvergrößerung führte, bei einer nie behandelten Vergleichsgruppe jedoch nur um 6 %. Das zeigt nicht nur die Absurdität der Dopingkontrollen auf Anabolika, sondern widerlegt auch die MND-Hypothese.
In einer Studie von Morton et al. (2016) wurde versucht zu zeigen, dass es keinen Unterschied für den Muskelaufbau macht, ob Gewichte schwer oder leicht sind. Vielmehr komme es darauf an, Gewichte „bis zur Erschöpfung“ anzuwenden: Für die Studie stützen sich die Wissenschaftler auf zwei Probandengruppen, gebildet aus erfahrenen Gewichthebern. Obwohl die eine Gruppe bei geringerer Kraft und vielen Wiederholungen trainiert hatte und die andere bei nahezu Maximalkraft und wenigen Wiederholungen, war die Zunahme an Muskelmasse und Muskelfasergröße nach einigen Wochen nahezu identisch. Andere Studien wie die von Schoenfeld et al. (2016) weisen jedoch darauf hin, dass hohe Gewichte zu einer höheren Zunahme an Muskelmasse führt. Aufgrund des hohen metabolischen Stresses bei leichtem Gewicht und hohen Wiederholungszahlen ist es bei hohem Gewicht und wenigen Wiederholungen oft einfacher, den Muskel "bis zur Erschöpfung" zu belasten.

### KAATSU-Training
Als eine effektive Methode zur schnellen Muskelhypertrophie – vor allem bei Senioren und Untrainierten – wurde das zunächst in Japan verwendete KAATSU-Training (auf Japanisch die Abkürzung von „Widerstandstraining kombiniert mit Blutfluss-Beeinträchtigung“) entwickelt. Hierbei wird unter Verwendung einer Blutdruckmanschette der lokale Abtransport der Ermüdungsstoffe, vor allem der entstehenden Milchsäure erschwert, wodurch es schneller zu einer Erschöpfung kommt. Dieses Training hat trotz anfänglicher Befürchtungen keine negativen Nebenwirkungen.

## Muskelhyperplasie
Unter Muskelhyperplasie  versteht man eine Faservermehrung innerhalb der Muskeln.
Dieser Effekt ist bislang nicht beim Menschen nachweisbar. Bei einigen Tieren wie der Maus konnte man ihn in Laborversuchen mit synthetischen Myostatin-Antikörpern belegen. Einige Forscher gehen davon aus, dass sich der Effekt auf andere Säugetiere übertragen lässt.

## Ernährung
Beim Muskelaufbau spielt die Zufuhr von Proteinen eine wichtige Rolle. Entgegen der weitverbreiteten Annahme, wonach tierische Proteine besser als pflanzliche Proteine beim Muskelaufbau abschneiden soll, konnten Wissenschaftler keinerlei Belege dafür finden. Vielmehr spielt für den Muskelaufbau die Wertigkeit der Proteine eine entscheidende Rolle. Diese ist bei entsprechender Kombination (z. B. Weizenprotein wie Seitan plus Sojaprotein wie Tofu) vergleichbar hoch wie tierisches Protein.
Eine Studie aus dem Jahr 2025 bestätigt diese ernährungswissenschaftliche Erkenntnis nochmals. Die Forscher teilten dazu Probanden in zwei Gruppen ein, wobei eine sich omnivor, die andere vegan ernährte. Zwischen beiden Gruppen gab es, trotz unterschiedlicher Proteinquellen, keine Unterschiede im Muskelaufbau.
2013 fand eine Metastudie keinen Zusammenhang zwischen dem Zeitpunkt der Zufuhr von Proteinen und dem Trainingserfolg; demnach kommt es beim Muskelaufbau einzig auf die Tagesmenge an Proteinen an und keineswegs auf den Zeitpunkt. Früher noch gängige Empfehlungen, wonach Proteine am besten binnen einer Stunde vor oder nach dem Training (Anabolic- oder Metabolic Window) einzunehmen sind, wurden damit weitgehend widerlegt.